# Monika Krauße-Anderson
Monika Krauße-Anderson (* 3. Dezember 1929 als Monika de Reese in Reval, Estland; † 16. Juli 2021 in Dresden) war eine deutsche Filmregisseurin und Architektin.

## Leben und Werk
Monika Krauße-Anderson entstammte der ursprünglich oldenburgischen Familie de Reese, aus der ihr Großvater Edmund de Reese (1851–1906) nach Oesel übersiedelte und dort Anna, geb. Toompuu (1870–1945) heiratete. Seine Schwiegereltern hatten für ihn das Rittergut Laimjall erworben, das er aber nur von 1892 bis 1899 besessen hat. Später verzog die Familie nach Tallinn.
Krauße-Anderson besuchte zunächst die deutsche Schule in Tallinn. Nach dem Überfall der Nationalsozialisten auf Polen wurde die Familie in polnische Gebiete umgesiedelt und kam über Stettin nach Posen. 1945 floh die Familie ins thüringische Sondershausen. Krauße-Anderson machte hier Abitur und absolvierte anschließend eine Maurerlehre. Sie verfolgte das Ziel, den Beruf der Architektin zu erlernen und studierte von 1949 bis 1954 in Weimar an der Hochschule für Architektur und Bauwesen.
Nach Abschluss des Studiums folgte Monika Krauße-Anderson dem berühmten Rektor der Hochschule Hermann Henselmann nach Berlin. Zwischen 1954 und 1956 arbeitete sie an mehreren Bauprojekten mit, darunter der Staatsoper Unter den Linden und Bauten der Stalinallee. Als ihr damaliger Ehemann Dieter Anderson (1928–2019), mit dem sie Sohn Sascha (* 1953) bekam, eine Anstellung als Dramaturg an den Landesbühnen Sachsen erhielt, folgte sie ihm nach Dresden. Über Kontakte zur damaligen Chefdramaturgin des DEFA-Studios für Trickfilme, Sonja Schneider, regte sich bei Krauße-Anderson ein erstes Interesse am Animationsfilm. Da sie mit ihren Aufgaben als Architektin in Dresden unzufrieden war, bewarb sie sich als Szenenbildnerin am DEFA-Trickfilmstudio. Sie erhielt eine Anstellung als Regie-Assistentin und war zunächst für den renommierten Silhouettenfilmer Bruno J. Böttge tätig.
Ihren ersten eigenen Film realisierte sie 1960 unter dem Titel Alle helfen Teddy. Der Puppentrickfilm erhielt die Auszeichnung Silberne Lotusblume im Rahmen des International Film Festival of India in Neu-Delhi verliehen. 1967 arbeitete sie für ihre Adaption des Märchens Der gestiefelte Kater erstmals mit dem Animator und späteren Regisseur Werner Krauße (1923–1999) zusammen, der ihr Ehemann wurde. Mit der Serie Teddy Plüschohr und seine Freunde gelang ihr ein weiterer künstlerischer Erfolg.
Von 1968 bis 1973 studierte Krauße-Anderson neben ihrer Tätigkeit als Regisseurin Theaterwissenschaft an der Theaterhochschule Leipzig. 1972 wurde sie zudem künstlerische Leiterin des DEFA-Studios für Trickfilme, legte diese Tätigkeit jedoch Mitte der 1970er-Jahre nieder, um sich wieder auf ihre Arbeit als Regisseurin zu fokussieren. 1979 entstand nach einem Stoff von Peter Hacks der Flachfigurenfilm Meta Morfoss. Die Produktion wird auch heute noch in diversen Retrospektiven auf Filmfestivals präsentiert. 2015 lief der Film im Rahmen der Sektion Generation auf der Berlinale. Zu ihren herausragenden Arbeiten der späten 1980er-Jahre zählen Die kluge Bauerntochter, der mit Dekorationen von Henning Schaller nach dem gleichnamigen Märchen entstand und Feenvögel nach einem französischen Märchen.
Mit der Abwicklung des DEFA-Trickfilmstudios nach der Wiedervereinigung endete Krauße-Andersons filmische Arbeit.

## Filmografie (Auswahl)
- 1960: Alle helfen Teddy
- 1963: Der Schweinehirt
- 1964: Hähnchen Gock und die schlauen Mäuse
- 1967: Der gestiefelte Kater
- 1968: Fips, der Hund
- 1971–73: Teddy Plüschohr (siebenteilige Serie)
- 1978: Rübezahl
- 1979: Meta Morfoss
- 1983: Die kluge Bauerntochter
- 1986: Feenvögel
- 1987: Die klitzekleine Riesenmaus

## Auszeichnungen (Auswahl)
- 1962: Silberne Lotusblume auf dem International Film Festival of India für Alle helfen Teddy
- 1972: Heinrich-Greif-Preis II. Klasse für die Serie Teddy Plüschohr und seine Freunde
- 1981: Ehrendiplom auf dem Festival Goldener Spatz für Meta Morfoss